# Lluís Homs i Ginesta
Lluís Homs i Ginesta (Barcelona, 18 de novembre de 1878 - 11 de desembre de 1936), fou un sacerdot català.
Es va formar al Seminari Conciliar de Barcelona, d'on fou professor de Missionologia, i en Filosofia i Lletres a la Universitat de Barcelona. Es va doctorar en Sagrada Teologia a la Universitat Pontificia de Tarragona. El 1902 es va ordenar com a sacerdot, i el mes de maig de 1903 fou nomenat vicari de la parròquia de Mollet del Vallès. Des del 1915 i fins a la seva mort fou el Director Diocesà de l'Obra de Santa Infància; i entre d'altres càrrecs, el 1925 fou nomenat president de la Unió Missional del Clergat.
Juntament amb dos germans més, fou detingut i empresonat el 16 de setembre de 1936. El van traslladar a la presó de Sant Elíes. Fou afusellat la nit del 10 a l'11 de desembre de 1936.

## Obres
- Homs i Ginesta, Lluís. Monografiá sobre la conveniencia de fomentar : las congregaciones marianas como semillero de virtudes y beneficios sociales (en castellà).  Barcelona: Imp. El Mensajero, 1905.